# Catedral del Espíritu Santo (Mombasa)
La Catedral del Espíritu Santo o simplemente Catedral de Mombasa (en inglés: Holy Ghost Cathedral) Es el principal lugar de culto católico en la ciudad de Mombasa, Kenia, y sede del obispado de la arquidiócesis de Mombasa.
La primera "misión católica" de Mombasa fue fundada en 1889 por el Padre Alexander le Roy, un Misionero del Espíritu Santo. La residencia y la capilla de los primeros misioneros se encontraba en Ndia Kuu (la antigua ciudad de Mombasa), pero ya en 1895 las condiciones de vida se había vuelto insoportables, y fue necesario construir un edificio más grande. En enero de 1898 se compró cinco acres en la zona conocida como 'Makadara', donde hoy está la catedral.
El Domingo de Pascua de 1898 se completó la iglesia, pero a principios del siglo XX, el edificio era ya insuficiente para acomodar el número de los fieles cada vez más creciente. Así, en 1919 se hicieron planes para construir una nueva iglesia en Mombasa y en 1923 la iglesia fue finalizada.